# Homo Sapiens (Band)
Homo Sapiens ist eine italienische Band, die in den 1970er-Jahren einen kurzen Erfolg erlebte und das Sanremo-Festival 1977 gewann.

## Geschichte
Die Band ging aus der in den späten 1960er-Jahren gegründeten Beatband I Tarli hervor. Damals war auch Gitarrist Rodolfo Maltese dabei, der später mit Banco del Mutuo Soccorso bekannt wurde. Ab 1971 nannte sich die Gruppe Homo Sapiens und unterschrieb unter der Anleitung von Produzent Herbert Pagani einen Plattenvertrag bei Ri-Fi. Nach mehreren Singleveröffentlichungen, darunter das von Roberto Vecchioni geschriebene Lied Oh Mary Lou, erschien 1974 das selbstbetitelte Debütalbum der Gruppe. 1975 hatte sie ihren ersten Erfolg mit der Ballade Tornerai, tornerò, die den neunten Platz der italienischen Hitparade erreichte. Es folgte ein gleichnamiges Album sowie 1976 Pecos Bill.
Mit dem Lied Bella da morire gewann Homo Sapiens das Sanremo-Festival 1977, als erste Band überhaupt. Das Lied erreichte im Anschluss den dritten Platz der Charts und war titelgebend für das vierte Album. 1978 erschien das Album Due mele, doch es stellte sich kein bleibender Erfolg ein; nach einem weiteren Album beim Label Harmony löste die Band sich 1982 offiziell auf. In den 90er-Jahren formierte sich die Gruppe neu und hat seitdem gelegentliche CD-Veröffentlichungen sowie Konzerte vorzuweisen. Außerdem trat Homo Sapiens mehrfach im Fernsehen auf.

## Diskografie

### Alben
- 1974: Homo Sapiens (Ri-Fi, RDZ ST 14238)
- 1975: Tornerai, tornerò (Ri-Fi, RDZ ST 14258)
- 1976: Pecos Bill (Ri-Fi, RDZ ST 14269)
- 1977: Bella da morire (Ri-Fi, RDZ ST 14278)
- 1978: Due mele (Ri-Fi, RDZ ST 14294)
- 1980: Homo Sapiens (Harmony)
- 1990: Presagio di mare (Voltage, CD 57027)
- 1994: I comandamenti e… altre storie (Duck Record, DGCD 098)
- 1998: 30 anni in una sera (drei Teile)
- 2003: AnniSettanta
- 2017: 40 anni di bella da morire, i nostri successi

### Singles
| Jahr | Titel Album       | Höchstplatzierung, Gesamtwochen, AuszeichnungChartsChartplatzierungen (Jahr, Titel, Album, Platzierungen, Wochen, Auszeichnungen, Anmerkungen) | Anmerkungen                                     |
| Jahr | Titel Album       | IT | Anmerkungen                                     |
| ---- | ----------------- | --- | ----------------------------------------------- |
| 1975 | Tornerai, tornerò | IT9 (17 Wo.)IT | Ri-Fi, RFN NP 16616 B-Seite: Strada per il mare |
| 1977 | Bella da morire   | IT3 (16 Wo.)IT | Ri-Fi, RFN NP 16699 B-Seite: Dolce la sera      |

Weitere Singles
- 1971: Non è triste / Il sogno di Laura (Ri-Fi, RFN NP 16447)
- 1972: Un’estate fa / Il sogno di Laura (Ri-Fi, RFN NP 16503)
- 1973: Tra i fiori rossi di un giardino / Ballerina (Ri-Fi, RFN NP 16539)
- 1974: Oh Mary Lou / Strada per il mare (Ri-Fi, RFN NP 16572)
- 1974: Ti voglio bene / Tra i fiori rossi di un giardino (Ri-Fi, RFN NP 16584)
- 1975: Lei lei lei / Betty (Ri-Fi, RFN NP 16626)
- 1976: Pecos Bill / Madagascar (Ri-Fi, RFN NP 16654)
- 1976: Io e te stasera / Malinconia (Ri-Fi, RFN NP 16696)
- 1978: Due mele / Un orsacchiotto (Ri-Fi, RFN NP 16747)
- 1979: Una dolce malattia / Giorni di festa (Ri-Fi, RFN NP 16779)
- 1979: Voglio amarti di più / Acapulco Mexico (Harmony, H 6058)
- 1981: Ti amo domani / Meglio alzare il tacco (Harmony, H 6077)
- 1986: Dov’è che sta andando la musica (Cinevox, SC 1195)